# 独特海参
独特海参（学名：[Holothuria insignis] 错误：{{Lang}}：文本有斜体标记（帮助））为海参科海参属的动物。分布于东非、红海、孟加拉湾、日本以及中国大陆的福建、广东等地，多生活于潮间带石下沙内。该物种的模式产地在澳大利亚博恩。